# Mikkel Damsgaard
Mikkel Krogh Damsgaard (* 3. července 2000 Jyllinge) je dánský profesionální fotbalista, který hraje na pozici křídelníka v anglickém klubu Brentford FC a v dánském národním týmu.

## Reprezentační kariéra
Damsgaard debutoval v dánské reprezentaci 11. listopadu 2020 v přátelském utkání proti Švédsku; zápas skončil vítězstvím Dánů 2:0. Své první reprezentační góly vstřelil v zápase proti Moldavsku, 28. března 2021, když v 22. minutě zvyšoval na 2:0 a v 29. na 3:0. Utkání skončilo vysokým vítězstvím Dánska 8:0.
V červnu 2021 byl nominován na závěrečný turnaj EURO 2020. 21. června 2021 dal Damsgaard gól při výhře 4:1 nad Ruskem ve třetím zápase základní skupiny, a stal se tak nejmladším Dánem, který skóroval na Mistrovství Evropy, a to ve věku 20 let 353 dní.

## Statistiky

### Klubové
K 22. květnu 2021
| Klub         | Sezóna  | Liga        | Liga   | Liga | Pohár  | Pohár | Evropské poháry | Evropské poháry | Celkem | Celkem |
| Klub         | Sezóna  | Liga        | Zápasy | Góly | Zápasy | Góly  | Zápasy          | Góly            | Zápasy | Góly   |
| ------------ | ------- | ----------- | ------ | ---- | ------ | ----- | --------------- | --------------- | ------ | ------ |
| Nordsjælland | 2017/18 | Superligaen | 17     | 1    | 1      | 0     | —               | —               | 18     | 1      |
| Nordsjælland | 2018/19 | Superligaen | 32     | 1    | 1      | 0     | 6               | 0               | 39     | 1      |
| Nordsjælland | 2019/20 | Superligaen | 35     | 11   | 1      | 0     | —               | —               | 36     | 11     |
| Nordsjælland | Celkem  | Celkem      | 84     | 13   | 3      | 0     | 6               | 0               | 93     | 13     |
| Sampdoria    | 2020/21 | Serie A     | 35     | 2    | 2      | 0     | —               | —               | 37     | 2      |
| Celkem       | Celkem  | Celkem      | 119    | 15   | 5      | 0     | 6               | 0               | 130    | 15     |

### Reprezentační
K 21. červnu 2021
| Dánsko | Dánsko | Dánsko |
| Rok    | Zápasy | Góly   |
| ------ | ------ | ------ |
| 2020   | 1      | 0      |
| 2021   | 4      | 3      |
| Celkem | 5      | 3      |

#### Reprezentační góly
K zápasu odehranému 21. června 2021. Skóre a výsledky Dánska jsou vždy zapisovány jako první.
| Gól | Datum           | Místo                         | Soupeř    | Skóre | Výsledek | Soutěž                                |
| --- | --------------- | ----------------------------- | --------- | ----- | -------- | ------------------------------------- |
| 1.  | 28. března 2021 | MCH Arena, Herning, Dánsko    | Moldavsko | 2:0   | 8:0      | Kvalifikace na Mistrovství světa 2022 |
| 2.  | 28. března 2021 | MCH Arena, Herning, Dánsko    | Moldavsko | 3:0   | 8:0      | Kvalifikace na Mistrovství světa 2022 |
| 3.  | 21. června 2021 | Parken Stadium, Kodaň, Dánsko | Rusko     | 1:0   | 4:1      | Mistrovství Evropy 2020               |